# Левинсон, Натан
Натан Левинсон (англ. Nathan Levinson, 15 июля 1888 — 18 октября 1952) — американский звукорежиссёр. В 1943 году стал лауреатом премии «Оскар» за лучший звук к музыкальному фильму «Янки Дудл Денди». Помимо этого ещё 16 раз становился номинантом премии Киноакадемии в той же категории, а также семь раз в номинации за лучшие спецэффекты. В 1941 году Левинсон был награждён Специальной наградой американской киноакадемии «за образцовую службу и исключительную помощь кинопромышленности и армии в течение последних девяти лет, человеку, много сделавшему для производства высококачественных военных учебных фильмов».
Статуэтка «Оскара», которую Левинсон выиграл за фильм «Янки Дудл Денди», была продана за 90 000$ на аукционе в Далласе в июле 2011 года.

## Награды
- 1936 — Премия американской киноакадемии за научно-технические достижения (класс 3)
- 1941 — Специальная награда американской киноакадемии
- 1943 — Премия «Оскар» за лучший звук («Янки Дудл Денди»)
- 1948 — Премия американской киноакадемии за научно-технические достижения (класс 3)